# مقياس إف

الدقة والإرجاع

في التحليل الإحصائي للتصنيف الثنائي يعد مقياس إف أو F مقياسًا لدقة الاختبار. يُحسب من دقة الاختبار وإرجاعه، حيث الدقة هي عدد النتائج الإيجابية الحقيقية مقسومًا على عدد جميع النتائج الإيجابية، بما في ذلك تلك التي لم تُصنف تصنيفًا صحيحًا، والإرجاع هو عدد النتائج الإيجابية الحقيقية مقسومًا على عدد النتائج الإيجابية الحقيقية أي عدد جميع العينات التي كان ينبغي تصنيفها أنها إيجابية. تُعرف الدقة أيضًا بالقيمة التنبؤية الإيجابية، ويُعرف الإرجاع أيضًا بالحساسية في التصنيف الثنائي التشخيصي.
المقياس F1 هي متوسط توافقي للدقة والإرجاع. ولذلك فهو يمثل كلاً من الدقة والإرجاع في مقياس واحد. وأكثر عمومية {\displaystyle F_{\beta }} تطبق النتيجة أوزانًا إضافية، حيث تقدر دقة أحدهما أو تذكره أكثر من الآخر.

## التعريف
مقياس F التقليدي ( مقياس F 1) هو المتوسط التوافقي للدقة والإرجاع: 
{\displaystyle F_{1}={\frac {2}{\mathrm {recall} ^{-1}+\mathrm {precision} ^{-1}}}=2{\frac {\mathrm {precision} \cdot \mathrm {recall} }{\mathrm {precision} +\mathrm {recall} }}={\frac {2\mathrm {tp} }{2\mathrm {tp} +\mathrm {fp} +\mathrm {fn} }}} .

### مقياسFβ
مقياس F الأكثر عمومية، {\displaystyle F_{\beta }}، الذي يستخدم عاملاً حقيقيًا إيجابيًا {\displaystyle \beta } ، حيث أن {\displaystyle \beta } يُختار بحيث يؤخذ الإرجاع في الاعتبار {\displaystyle \beta } مرات لا تقل أهمية عن الدقة، هو:
{\displaystyle F_{\beta }=(1+\beta ^{2})\cdot {\frac {\mathrm {precision} \cdot \mathrm {recall} }{(\beta ^{2}\cdot \mathrm {precision} )+\mathrm {recall} }}} .